# Ergatettix brachyptera
Ergatettix brachyptera är en insektsart som beskrevs av Zheng, Z. 1992. Ergatettix brachyptera ingår i släktet Ergatettix och familjen torngräshoppor. Inga underarter finns listade i Catalogue of Life.